# Calyptranthes crebra
Calyptranthes crebra  es una especie de planta con flor en la familia Myrtaceae. 
Es endémica del Perú, con amenaza por pérdida de hábitat. Las colecciones son del departamento de Loreto.